# Парфений Киевский
Парфений Киевский (в миру Пётр Иванович Краснопевцев; 24 августа 1790 (1792 или 1793), село Симоново — 25 марта 1855) — иеросхимонах Русской православной церкви, подвижник XIX века.
Канонизирован в 1994 году Украинской православной церковью (Московского патриархата) в лике преподобного, память которого совершается 17 марта (30 марта). 30 ноября 2017 года Архиерейский собор Русской православной церкви благословил его общецерковное почитание.

## Жизнеописание
Пётр Краснопевцев родился в бедной семье, с детских лет привык терпеть лишения. Смолоду вёл жизнь трудолюбивую. Его старший брат Василий был монахом.
В молодые годы у Петра, по свидетельству Евгения Поселянина, было видение Духа Божия: в виде белоснежного голубя, который парил в небе: «С этого видения жажда чего-то лучшего запала в душу его, всё земное ему опротивело, и тяжело было ему между людьми»
Учился в Тульской духовной семинарии, но не закончил её. Ушел в Киево-Печерскую лавру. Там он был начальником просфорни, более 12 лет нёс это послушание. Впоследствии ему было явление преподобного Никодима Просфорника. В подражание этому святому Петр выучил наизусть Псалтирь. В 1824 году был пострижен в монахи, в 1834 году отца Пафнутия назначили духовником лавры.
В 1838 году святитель Филарет постриг его в схиму с именем Парфений — в честь святителя Парфения Лампсакийского.
Его молитвенное правило состояло из чтения утром, в полдень и вечером по одному евангелисту, совершения ежедневно пения всей Псалтири, молитв утренних и вечерних, акафиста Спасителю, Божией Матери, поклонения Страстям Христовым и песни «Богородице, Дево, радуйся», которую он произносил триста раз.
Скончался в 25 марта 1855 года в Великую пятницу.

## Духовные качества Парфения
Все его современники отмечали, что Парфений не вызывал чувства зависти, наоборот, все его любили. Его путь духовных подвигов проходил (по его же словам) очень спокойно, без особой борьбы. Он даже переживал, что на него нет гонений, так как говорил, что «святые скорбями совершаются».